# Phanaeus dejeani
Phanaeus dejeani är en skalbaggsart som beskrevs av Edgar von Harold 1868. Phanaeus dejeani ingår i släktet Phanaeus och familjen bladhorningar. Inga underarter finns listade i Catalogue of Life.